# ラハンウェイン
ラハンウェイン（ソマリ語マイ方言: Reewing, ソマリ語: Raxanweyn, アラビア語: الراحانوين, 英語: Rahanweyn）はソマリ族の5大氏族の一つ。支族にディジル（Digil）、ミリフレ（Mirifle）がある。ソマリア住民の2割を占め、ハウィエ、イサック、ダロッドに次いで多い。なお、ディジルとミリフレを別の氏族として扱うこともあり、その場合はソマリ人を6大氏族に分けることになる。
5大氏族の内、イサックの居住地域はソマリア北西部でソマリランドとして事実上独立しており、ディルは少数である。そのため、ソマリア暫定連邦政府の主要3職である大統領、首相、国会議長は、ハウィエ、ダロッド、ラハンウェインが分担することが慣例となっている。ただし、ハウィエとダロッドの力が強いので、ラハンウェイン出身の人物は、臨時を除いて最高職である大統領に就任したことが無い。
ソマリ族の多くはソマリ語を話すが、ソマリ語は大きくマイ・テレー（Mai Terreh）とマハー・ティリ（Maxaa Tiri）の二つの方言に分かれており、このうちマイ・テレーはラハンウェイン氏族のみによって話される。このためラハンウェイン氏族はソマリ族内の他の氏族と会話が成立しにくい場合もある。ラハンウェイン氏族が話す言語はMaay Maay（別名Af-Maay）だという説もある。
ラハンウェイン氏族の居住地域は、2009年現在のソマリアで最も戦闘が激しい地域の一つである。

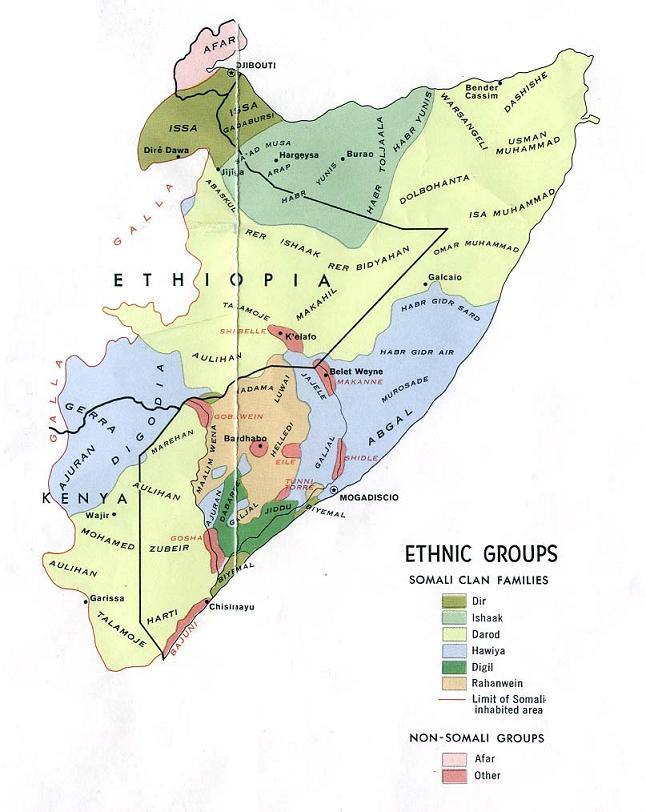
1977年時点のソマリ族の分布。赤い部分が主としてラハンウェインが住む場所。

## 分布
ラハンウェインは主としてソマリア南部のジュバ川とシェベリ川の間の地帯に住む。エチオピアのソマリ州やケニアの北東州に住む者もいる。主要支族のうち、ディジル支族は主に海寄りで農業を営み、ミリフレ支族は内陸寄りで遊牧民として牧畜を営む者が多い。
ジュバ川より西には主として別の氏族ダロッドが住むが、ここはイスラーム武装集団アル・シャバブの力が強いため、緊張地帯ではあるものの、治安としては比較的安定している。また、シェベリ川流域よりも東には別の氏族ハウィエが住み、ここも戦闘多発地帯ではあるが、最近は比較的落ち着いた情勢になっている。ラハンウェインが住むのは、現在のソマリア内戦で最も戦闘が多い地域の一つである。

## 支族
ソマリ族は祖先を誇る民族であり、それぞれの家に伝わっている家系図はだいたい明確である。しかしながら、非常に古い先祖に関しての信憑性は必ずしも高くない。また、それぞれの家系をどういう区切りで支族に分けるのか、その支族の名称は何なのか、必ずしも統一した見解は無い。2005年、世界銀行がConflict in Somalia: Drivers and Dynamicsの中で、また、イギリス内務省も2001年にSomalia Assessment 2001という報告の中で、ソマリ族の支族を検討している。
その世界銀行の2005年の報告によると、ラハンウェインの分類は、
- Digil [Tunni, Geledi]
- Mirifle [Jilible, Hadame, Harin, Eelay, Jiron, Leysan]

となる。一方、イギリス内務省によると、
- Nine [Gassa Gudda, Hadama, Luwai, Geledi]
- Eight [Maalinweyna, Harien, Helleda, Elai]

と分類されている。

## 組織
ラハンウェインによる組織は、ラハンウェイン自体が少数派であることと、居住地域がソマリア主要部とやや離れた位置にあることから、ソマリア全体に与える影響は比較的小さい。
- ラハンウェイン抵抗軍  (Rahanweyn Resistance Army) (RRA): 1995年から存在する軍閥。2002年に南西ソマリア国として独立宣言する。南西ソマリアがソマリア暫定連邦政府に統合してからは政府に協力的な軍閥に変わり、この名称での著名な活動は減っている。
- 南西ソマリア 2002年にRRAが主体となって独立を宣言。しかし、2006年に支配地域がイスラム法廷会議に占領されたのを機会に、ソマリア暫定連邦政府に統合。

## 人物

### 暫定連邦政府
- ムハンマド・イブラヒム・ハブサデ（英語版）: RRAの元幹部。ソマリア暫定連邦政府の農業省長官。
- アブダラー・イサーク・デーロウ（英語版）: ソマリア暫定連邦政府の憲法情勢担当長官。
- シャリフ・ハッサン・シェイハ・アダン（英語版）: 2004年から2007年までソマリア暫定議会議長。
- アダン・モハメド・ヌール・マドベ: RRAの元幹部。2007年から2010年までソマリア暫定連邦議会の議長。元臨時大統領。
- ハサン・ムハマド・ヌル・シャティガドゥド（英語版）: RRAの元議長、南西ソマリアの元大統領。ソマリア暫定議会議員、経済担当長官を歴任するが、2007年12月に人事上の対立から辞職。

### その他政治家・軍指導者
- シェイハ・ムフター・モハメド・フセイン（英語版）: 1965年から1969年のソマリア議会議長。大統領のシェルマルケが1969年に暗殺されてから次のバーレに代わるまで臨時大統領。
- ムクタール・ロボウ: イスラーム武装勢力アル・シャバブの元リーダー。

### 知識人
- モハメド・ハジ・ムフター（英語版）: アメリカ合衆国ジョージア州サバンナ州立大学のアフリカ・中東史学教授。
- アブディ・クソウ（英語版）: アメリカ合衆国ミシガン州オークランド大学の社会学・人類学教授。